# Arquitectura gòtica catalana

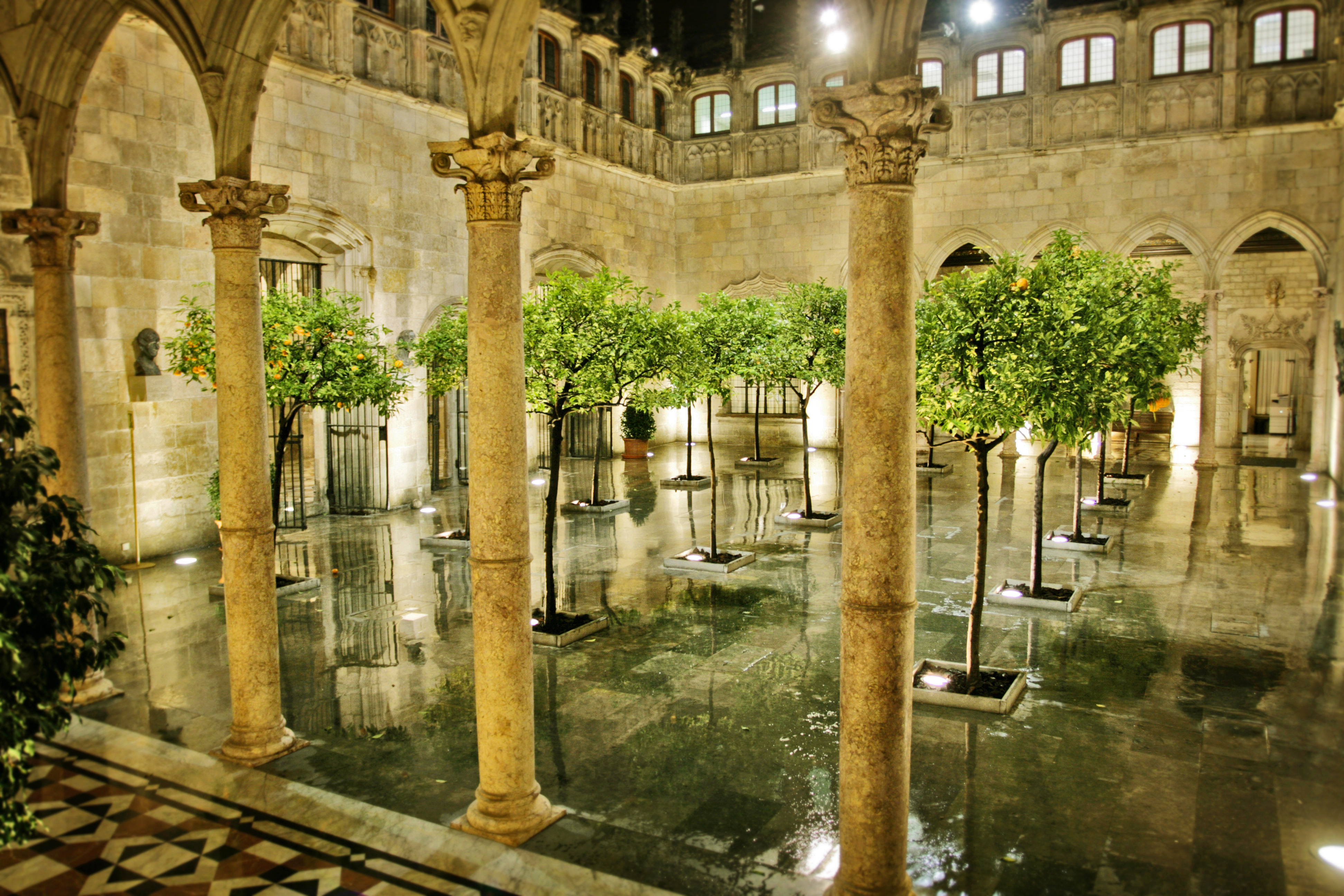
Pati dels Tarongers del Palau de la Generalitat de Catalunya

L'arquitectura gòtica catalana s'inclou dins del moviment cultural conegut com a art gòtic que, al seu torn, sorgeix en un context més ample, anomenat Renaixement del segle XII. Aquest estil arquitectònic s'estén per un llarg període de l'edat mitjana i varia d'un lloc a un altre, es desenvolupa entre meitat del segle xii i inicis del segle xvi, marcant la fi del període medieval donant testimoni de l'enriquiment de l'enriquiment del territori.
El primer gest impulsor d'aquesta nova filosofia constructiva és a la Basílica de Saint-Denis a l l'Illa de França, des d'on es va estendre primer a tot el regne de França i posteriorment (ja a mitjan segle xiii), sobretot per l'extensió de l'art cistercenc i el Camí de Sant Jaume a tot Europa, en un període conegut com el de les grans catedrals. Catalunya va viure moments de prosperitat i d'importants conquestes entre els segles xii i xv. Les ciutats van créixer i, amb la plenitud, va arribar la febre constructiva. Es van aixecar grans catedrals com les de Girona i Santa Maria del Mar o monestirs com el de Santa Maria de Pedralbes. Durant l'època gòtica, no tot van ser edificis religiosos. Des del segle xiii fins a pràcticament l'inici del XVI es van aixecar equipaments cívics, fàbriques, ponts i equipaments militars. Un dels exemples més emblemàtics que han perdurat fins als nostres dies són les Drassanes Reials de Barcelona.

## La conquesta del territori

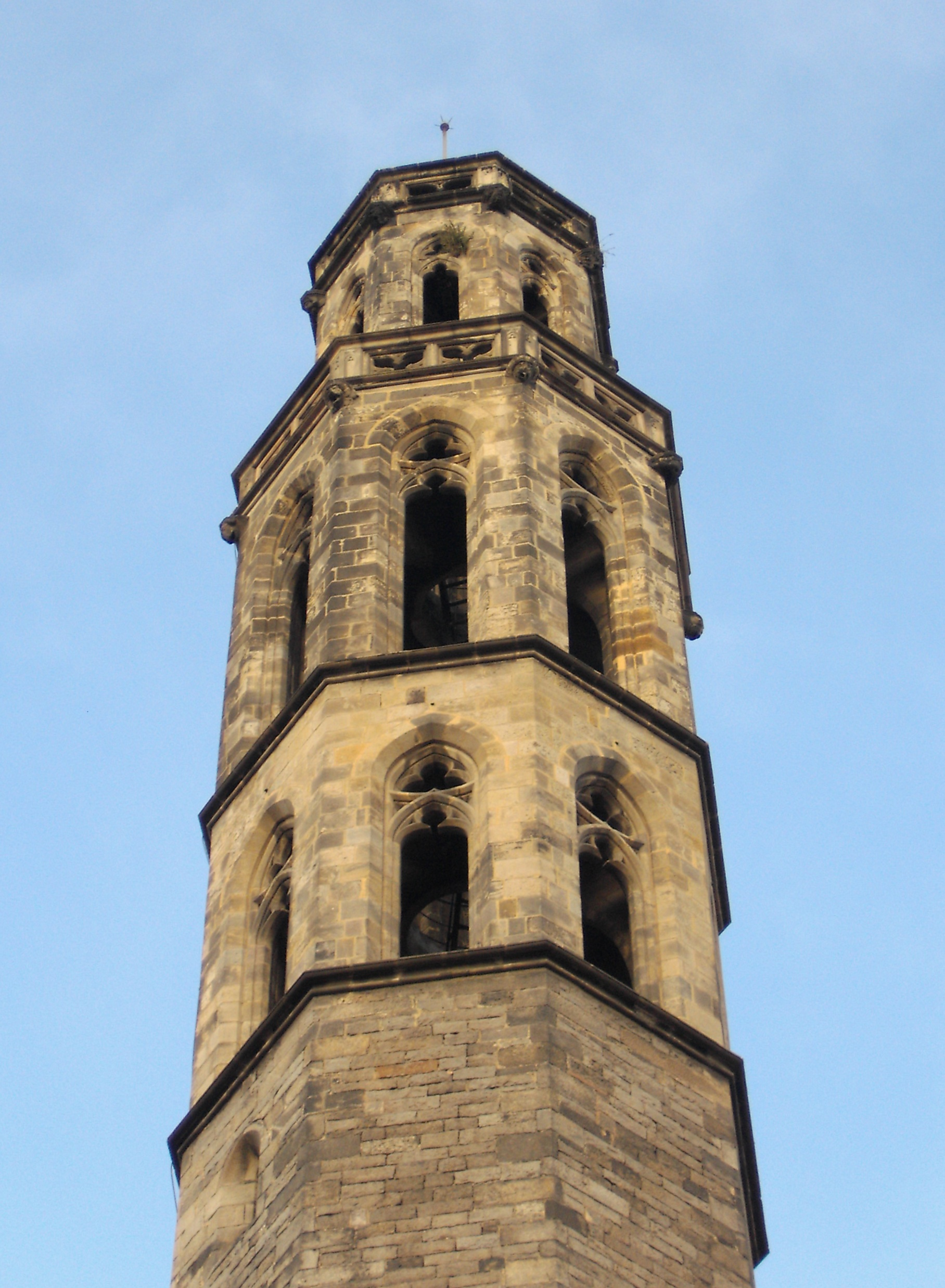
Campanar de Santa Maria del Mar

Entre els segles xii i xv, els segles del gòtic, les ciutats catalanes van registrar una extraordinària expansió, reflex dels moments de prosperitat del país. Recuperada Tarragona en 1091, entre els anys 1147 i 1154 Es va conquerir les taifes de Tortosa, Lleida i Siurana, restablint-se les diòcesis.
Amb el fracàs de l'Orde del Císter per eliminar el catarisme, Domènec de Guzmán va fundar l'Orde dels Predicadors que va dirigir una dura persecució contra els càtars duta a terme per la Inquisició i dirigida pels monjos Orde dels Predicadors, i Jaume el Conqueridor, pel tractat de Corbeil va posar fi definitivament a la política de penetració i domini d'Occitània dels reis d'Aragó renunciant als drets sobre els territoris occitans sobre els que el seu pare Pere el Catòlic havia perdut el domini efectiu després de la Croada Albigesa i la batalla de Muret. Al segle xiii es conqueriren Mallorca, València, Sicília i al segle XIV Sardenya; els mercaders catalans van arribar a tots els racons del Mediterrani; la política del país es va articular entorn de la Corona d'Aragó, i patriciat i burgesia urbana es van consolidar. La llengua catalana també va arribar a la màxima esplendor. En aquesta època, l'arquitectura gòtica catalana va desenvolupar un llenguatge original, perfectament adaptat al medi natural i a les tradicions culturals del país.
La conquesta de nous territoris als àrabs, cap a mitjan segle xii, on inicialment es van reutilitzar edificis romans, en el cas de Tarragons o mesquites a Lleida i Tortosa per al culte, va donar peu a diverses edificacions en l'anomenada Catalunya Nova, on les ordes mendicants aplicaven plantejaments tècnics i conceptuals nous i més evolucionats respecte dels que havien arrelat a les comarques del nord del país, la Catalunya Vella, on l'art romànic encara es trobava en plenitud.
En aquestes edificacions es va fer ús de la volta de creueria i s'hi va adoptar una estètica on és palesa la influència de l'arquitectura cistercenca. De fet, els grans monestirs cistercencs de Poblet, Santes Creus i Vallbona de les Monges són exponents destacats de la superació de l'estil romànic. Tot i així, encara no es pot considerar plenament gòtica.

## Arquitectura religiosa
Entre la fi del segle xii i començament del segle xiii, Tarragona i Lleida van emprendre la construcció de les respectives catedrals, uns edificis de grans dimensions que simbolitzen la reconstrucció i la puixança d'aquestes ciutats,
Les plantes són de tradició romànica encara que es cobreixen amb volta de creueria i arcs apuntats, que permeten ajustar l'alçada a diferència de l'arc de mig punt, en què l'alçada queda limitada per la llum de l'arc. En fases avançades de la construcció, a partir de la fi del segle xiii, les catedrals de Tarragona i Lleida ja van incorporar elements representatius de l'estil gòtic de plenitud, palès, per exemple, a la façana de la catedral de Tarragona o a l'airós campanar de la Seu Vella de Lleida.

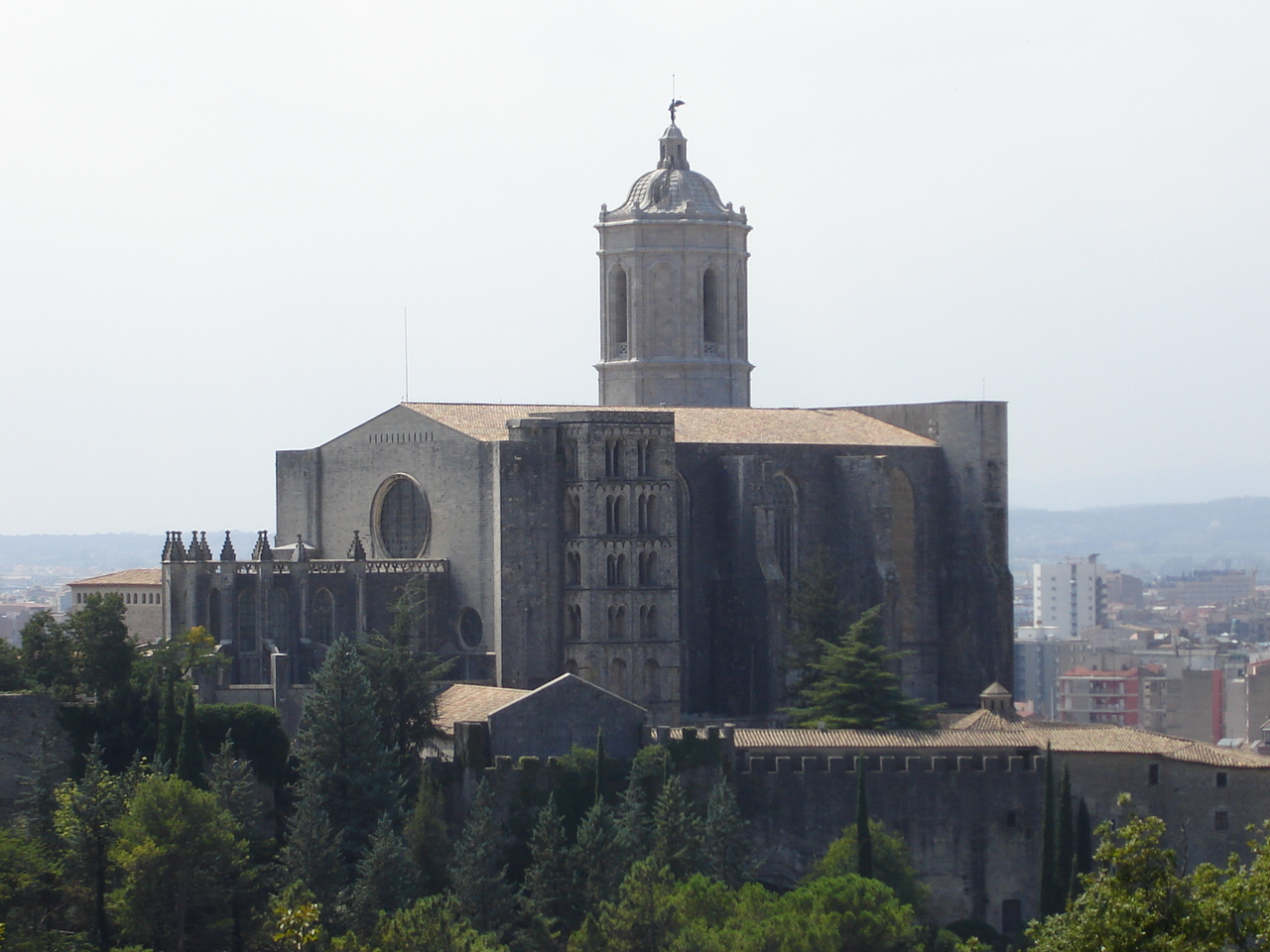
Catedral de Girona

Durant el segle xiii van començar a arribar a les ciutats catalanes els anomenats ordes mendicants, principalment franciscans i dominicans. Però també d'altres, com els carmelites o els mercedaris, o sigui, l'orde de la Mercè, fundat a Barcelona l'any 1218 per sant Pere Nolasc. L'arquitectura dels ordes mendicants, de la qual s'han perdut els edificis més importants a causa de les reformes urbanes del segle xix i altres afectacions, respon al carisma específic d'aquests ordes, que aspiraven a viure un ideal de pobresa. La majoria d'esglésies dels mendicants es van cobrir inicialment amb sostres de fusta suportats per arcs diafragma, que van ser substituïts per voltes de pedra. Igualment, als claustres es tendia a fer ús de material prefabricat. D'altra banda, les esglésies dels convents mendicants es caracteritzaven per l'amplitud de les naus, aptes per a la predicació i per acollir multituds, com també per la presència de nombroses capelles laterals, patrocinades per particulars, famílies, gremis o corporacions.
Desapareguts els grans convents barcelonins de Sant Francesc (franciscans) i Santa Caterina (dominicans), com també els dels carmelitans i mercedaris, resten com a principals testimonis de l'arquitectura dels ordes mendicants en terres catalanes els convents de Sant Domènec de Girona, Sant Domènec de Balaguer i Sant Francesc de Montblanc. Una menció especial es mereix el monestir de Santa Maria de Pedralbes, a Barcelona, de monges clarisses (franciscanes). Es tracta d'una fundació reial i constitueix un preciós conjunt monàstic que ha preservat a través dels temps, fins a l'actualitat, la integritat original.
L'any 1298 s'iniciava la construcció de la Catedral de Barcelona, que substitueix l'anterior edifici romànic. Catorze anys després, el 1312, s'iniciava la construcció de la Catedral de Girona. Ambdues es van plantejar tenint com a model la de Narbona, la més gran de les catedrals gòtiques del Migdia de França. Ho explica, entre altres coses, el fet que fins al segle XII les diòcesis catalanes van estar vinculades a la narbonesa.
La Catedral de Girona va esdevenir un dels edificis més representatius i més importants de tota l'arquitectura gòtica catalana perquè en comptes de fer-se amb tres naus, seguint el plantejament inicial de la capçalera influïda per Narbona, es va fer amb una sola nau, d'una magnitud considerable: 22 metres d'amplada. La nau més ampla de tota l'Europa medieval. La decisió d'acabar la Catedral de Girona amb una sola nau era una decisió arriscada i atrevida, que es va prendre després de dues consultes als principals arquitectes de les terres catalanes, els anys 1386 i 1416.
L'influx de l'estètica cistercenca i de les tipologies arquitectòniques introduïdes pels ordes mendicants, com també l'assimilació parcial del model catedralici francès, unit, tot això, a una acusada voluntat d'originalitat, van determinar estilísticament l'arquitectura gòtica catalana de plenitud, que es va assolir durant la primera meitat del segle xiv.
Durant les primeres dècades del tres-cents, el país va viure una impressionant febre constructiva. Van ser moltes les esglésies que es van renovar o que es van construir de nova planta. En molts casos, les obres iniciades en aquest moment van tenir continuïtat fins al segle xv i encara posteriorment.

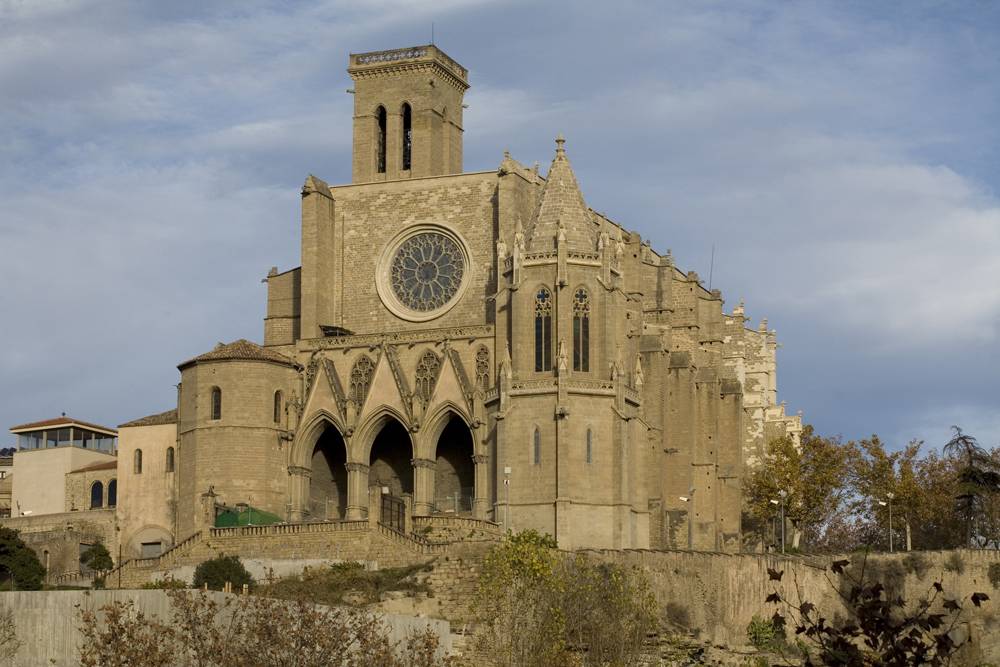
Manresa, Col·legiata Basílica de Santa Maria de Manresa

Les aportacions més innovadores de la fase de plenitud de l'arquitectura gòtica catalana van ser les esglésies que no són catedrals però que aspiraven a tenir una envergadura catedralícia. Es tractava d'esglésies de tres naus com Santa Maria de Cervera, Santa Maria de Castelló d'Empúries, la Seu de Manresa i sobretot Santa Maria del Mar, a Barcelona, considerada el paradigma de l'arquitectura gòtica catalana.
L'església de Santa Maria del Mar, construïda entre el 1329 i el 1383 i concebuda pels arquitectes Berenguer de Montagut i Ramon Despuig, és un magnífic exemple d'església sala, on l'alçada de les naus laterals s'iguala pràcticament amb la de la nau central. Aquesta característica era comuna a totes les esglésies gòtiques catalanes de tres naus. Unes altres característiques distintives de l'arquitectura gòtica catalana perfectament visibles a Santa Maria del Mar són la sobrietat i el racionalisme.
Compactació i sobrietat, també, de les estructures i els espais interiors, palesa en la tendència a elevar les naus laterals a una alçada gairebé igual que la central, a fer les tramades tan grans com sigui possible, a l'aprimament i la simplificació dels pilars (els de Santa Maria del Mar són vuitavats), a integrar les capelles laterals entre els contraforts i a reduir al mínim la importància del transsepte o del creuer, una estructura que va tenir molta importància en l'arquitectura romànica i que en canvi és pràcticament inexistent en l'arquitectura gòtica catalana.
L'influx de l'arquitectura de Santa Maria del Mar és palès a la Catedral de Mallorca, de la mateixa manera que aquestes experimentacions amb la tipologia de tres naus van influir en el plantejament de la Catedral de Tortosa, començada el 1346.
A l'inici de la fase de plenitud, a la primera meitat del segle xiv, va assolir la concreció la tipologia més característica de l'arquitectura gòtica catalana, i també la més difosa: l'església de nau única amb la capçalera poligonal i capelles laterals entre els contraforts. Encapçalen aquesta tipologia l'església de Santa Maria dels Turers de Banyoles, la barcelonina de Santa Maria del Pi i la del monestir de Santa Maria de Pedralbes, anteriorment esmentat.
Aquesta tipologia té continuïtat durant els segles xvi i xvii, més enllà dels segles del gòtic, i pot ser considerada antecedent directe del tipus d'església contrareformista difosa pels jesuïtes. El seu arrelament al nostre país és tan gran que com hem vist es projecta a l'àmbit de l'arquitectura catedralícia, per exemple amb l'adopció d'un pla de nau única per a la Catedral de Girona.
Un altre element característic de l'arquitectura religiosa del gòtic català són els campanars, sobretot els de planta octagonal, sense gradació de volums i amb l'acabament pla. És la tipologia que representen els campanars del monestir de Pedralbes (Barcelona), de les esglésies de Cervera, Balaguer i Santa Maria del Pi (Barcelona) i sobretot el de la Seu Vella de Lleida.

### Arquitectes destacats

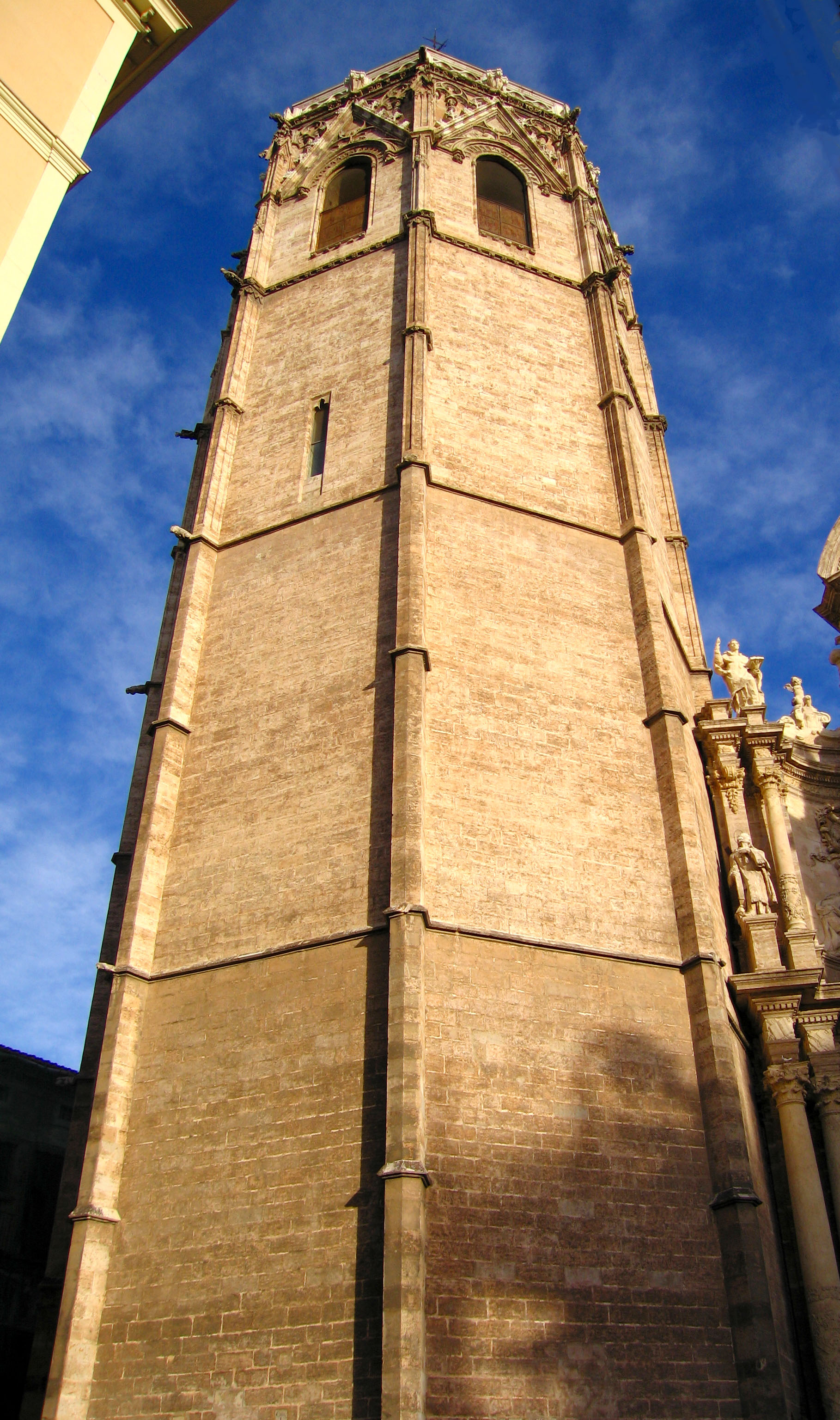
El Micalet, el campanar de la Catedral de València

L'arquitectura gòtica catalana va ser uniforme a la resta de territoris de la Corona d'Aragó de parla catalana, principalment Mallorca i València. Els mestres d'obra empraven bastons, compassos i escaires, i una geometria pràctica per resoldre formes senzilles i obtenir mesures.
El mallorquí Jaume Fabre, mestre d'obres del Convent de Sant Domingo a Palma fou contractat en 1317 per dirigir les obres de la catedral de la capital del Principat, i se li atribueixen les traçades primitives de Santa Maria del Mar, i és possible que n'iniciés les obres.
El mallorquí Guillem Morell també va desenvolupar una part molt important de la seva activitat a Girona. Les connexions arquitectòniques entre l'església barcelonina de Santa Maria del Mar, iniciada en 1329 i la Catedral de Mallorca són moltes i evidents.
Guillem Sagrera, sens dubte el més gran de tots els arquitectes del gòtic català, era mallorquí i va treballar intensament a l'illa, però també a Perpinyà i a Barcelona (i encara a Nàpols).
Un altre destacat arquitecte, Pere Comte, era de Girona però va centrar l'activitat a València i hi va projectar la llotja d'aquesta ciutat prenent per model la de Mallorca. L'arquitecte Andreu Julià va ser alhora mestre d'obres de la Catedral de Tortosa i autor del famós Micalet, el campanar de la Catedral de València.
Arnau Bargués va construir el monestir de Poblet i la façana de la Casa de la Ciutat de Barcelona.
Els arquitectes catalans també van tenir una presència significativa durant l'edat mitjana a Nàpols, Sicília o Sardenya i l'illa de Malta.

## Arquitectura Civil
L'arquitectura gòtica, com la major part de les arquitectures antigues, és coneguda i definida sempre fonamentalment per les obres de caràcter religiós, és a dir, els espais sacres dels temples i els annexos. No hi ha dubte que aquestes van ser, entre totes les fàbriques, aquelles que van assolir un màxim desenvolupament i van rebre la major càrrega artística, però no van divergir pas de les arquitectures de caràcter secular o civil. Al contrari, van compartir formes i solucions tant en la construcció com en la decoració i així ambdues van constituir un tot coherent. Cal considerar l'arquitectura secular una part molt rellevant de l'obra gòtica, amb realitzacions d'alta qualitat i un ampli repertori tipològic, que inclouen des de les fàbriques de natura residencial i de treball fins als ponts o les obres militars, sempre en una gradació d'intensitat i elaboració dictada per la funció i jerarquia de l'edificació i la dels promotors.

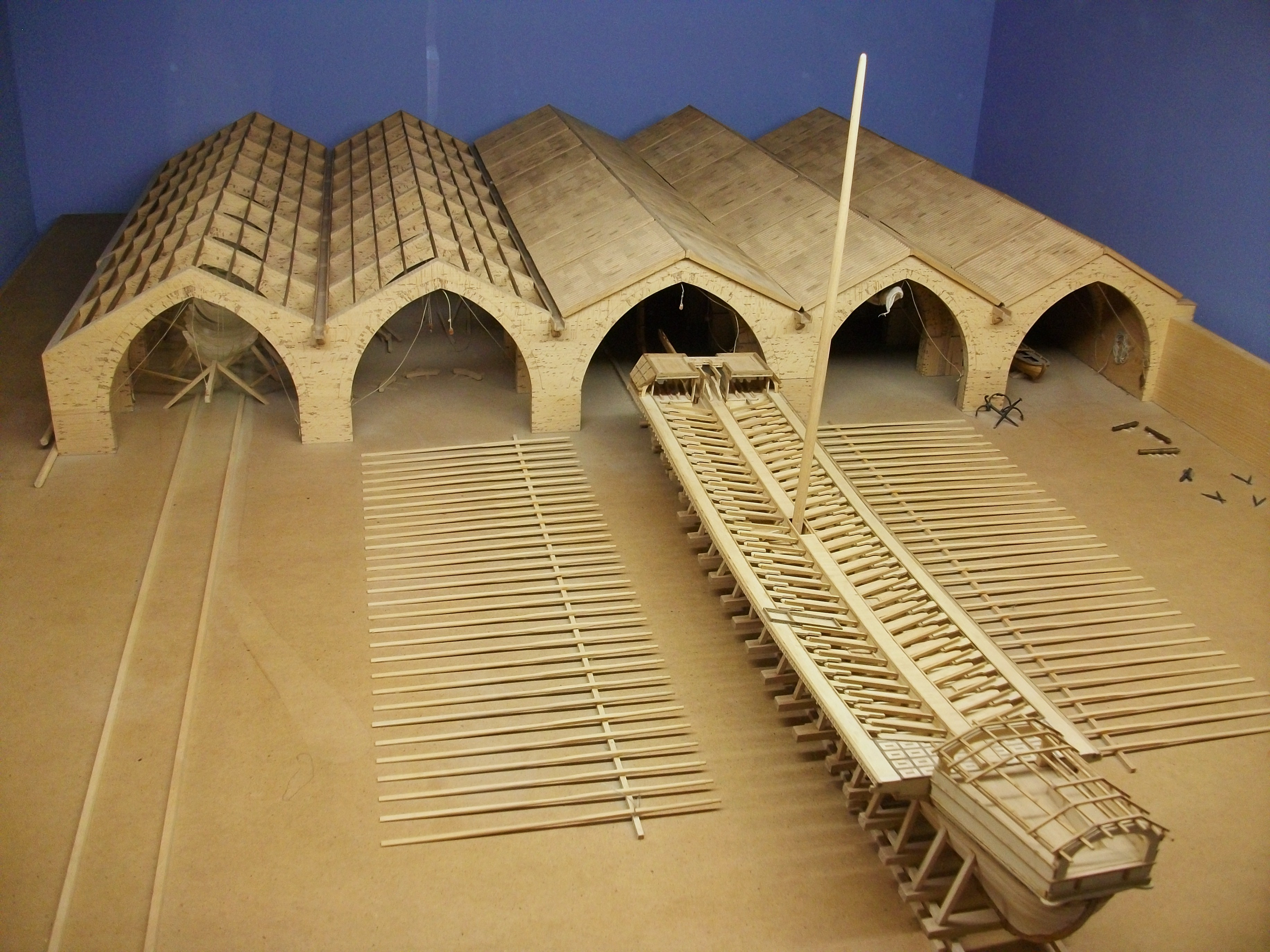
Maqueta de les drassanes del Grau de València

Dins de l'Europa gòtica, l'arquitectura presenta diferents escoles, definides geogràficament, cultural i política. Sota formulacions molt coincidents va desenvolupar-se l'arquitectura, tant religiosa com secular, a les terres catalanes continentals del Principat i el País Valencià, així com les insulars de les Balears. Encara que és cert que constitueix un subconjunt entre les produccions de l'anomenat gòtic meridional o mediterrani, també ho és que presenta una marcada personalitat, que va estendre's o influir en grau variable sobre els països dominats pel casal de Barcelona, que alhora van exercir importants influxos en sentit invers. L'arquitectura gòtica catalana va sorgir al llarg del segle xiii i va allargar-se fins al tombant dels segles XV i XVI, quan va començar a decaure, no pas bruscament, sinó en un esllanguiment progressiu que en segons quines circumstàncies gairebé va arribar fins a avançat el segle xvii.
La fusió entre obres civils i religioses en l'arquitectura gòtica catalana no es fonamenta en una mera concordança estilística o unitat decorativa, sinó que hi ha una congruència de fons arquitectònic, estructural i compositiu en les fàbriques, encara que aquestes corresponguin a espais de natura diferent. De fet, tota l'arquitectura es va alçar partint de dues solucions constructives fonamentals: la volta de creueria i els embigats sovint amb arcades de diafragma. Les edificacions que així es van generar van ser sempre un volum simple, amb terrat pla per a les voltes o teulada inclinada lleugerament en les cobertes de fustam, amb uns espais interiors molt lliures de suports, si de cas convertits en contraforts externs. L'ambient intern quedava obert o era dividit en naus separades per arcades o columnes en excepcionals temples o llotges. En l'edificació predominava l'horitzontalitat, amb façanes de grans superfícies planes on els plens s'imposaven als buits de les obertures de portals i finestres. Una severa o continguda càrrega ornamental no desfigurava la morfologia arquitectònica, sinó que la remarcava amb recursos lineals de cornises o jocs de plans i ressalts.

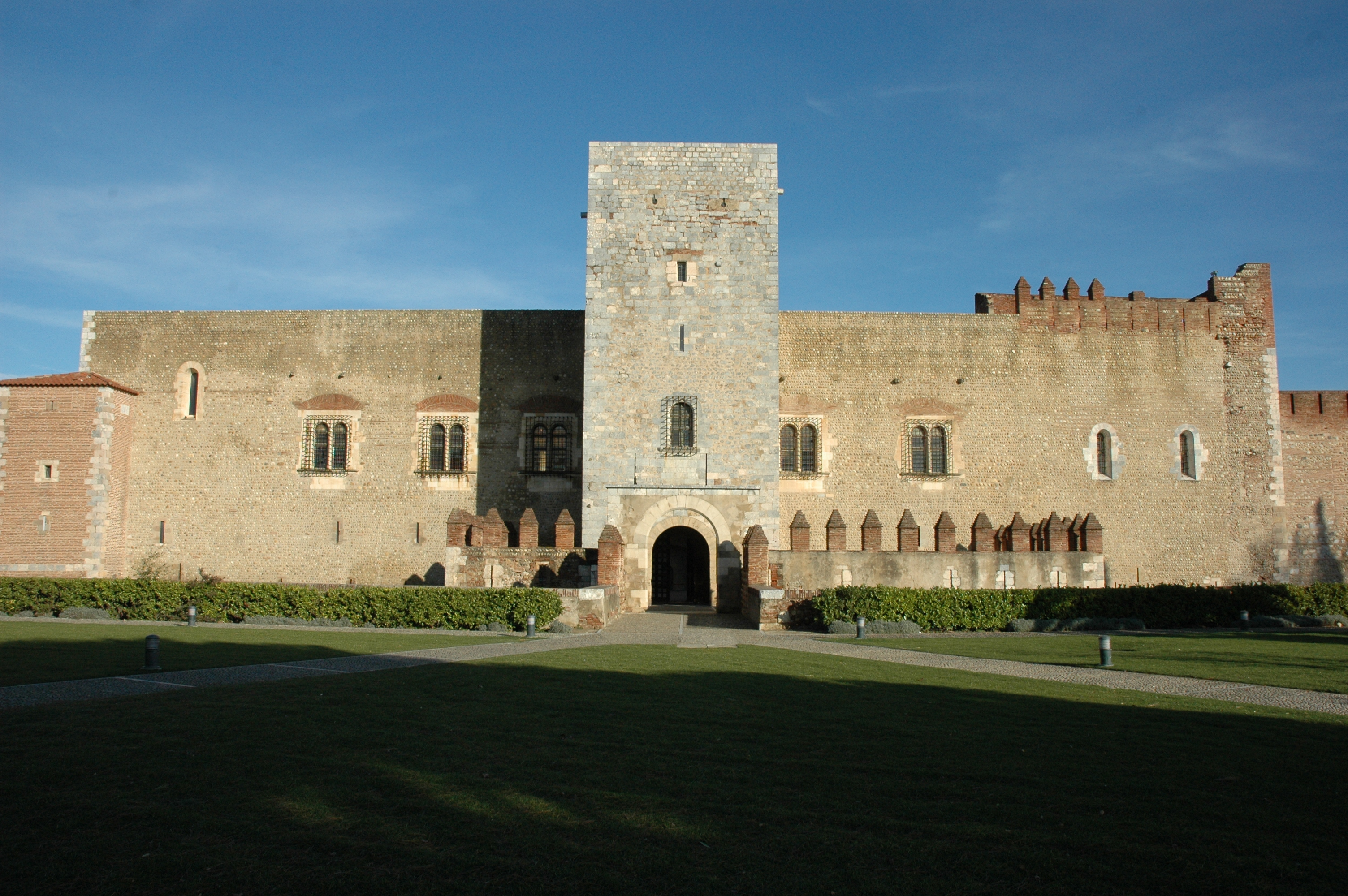
Palau dels Reis de Mallorca a Perpinyà

Les voltes de creueria i els arcs de diafragma es van adoptar al llarg del segle xiii en detriment de la construcció d'arrel romànica de voltes de canó, que gairebé va extingir-se. Les primeres, de les més simples a les complexes i estrellades d'avançat segle xv, van abrigar tant naus eclesials com petites capelles, però també les sales castelleres de Bellver a Mallorca a l'entrada del segle xiv i les plantes baixes dels grans hospitals urbans del tombant del segle xv. En ple quatre-cents es van emprar, a la manera de les sales capitulars, en l'espai de contractació de les majestuoses llotges mallorquina i valenciana, fins a assolir la màxima realització a la sala dels Barons del Castell Nou de Nàpols. Amb les naus cobertes amb embigats, especialment sobre arcs de diafragma, es van confegir molts tipus d'edificacions, des de les més senzilles a les més opulentes, tant de la ruralia com en nuclis urbans. Aquests cossos van formar esglésies, dormitoris o refectoris monàstics, tan antics com els de Poblet i Santes Creus, o els posteriors de Pedralbes i Vallbona de les Monges. També van modelar una munió de sales palatines o simplement castelleres, entre les quals hi ha significats exemples a les fortaleses de Peratallada, Vall-de-roures o Verdú i als complexos àulics de Barcelona, Ciutat de Mallorca i Perpinyà. A més de les estances hospitaleres de Barcelona o Vic, les naus de les Drassanes Reials de Barcelona i les Drassanes del Grau de València, les sales representatives de la llotja i la casa de la Ciutat de Barcelona, així com tants i tants cellers, magatzems o estances de tota mena sempre de caràcter corporatiu o senyorial.
Els principals monuments de l'arquitectura secular gòtica es troben, com és natural, a les grans ciutats dels Països Catalans i constitueixen equipaments cívics, expressió dels poders municipals, estamentals o corporatius que hi senyorejaven, de la potència comercial, així com de l'autoritat règia i de la capacitat militar, expressada en muralles o arsenals.

## Residències reials

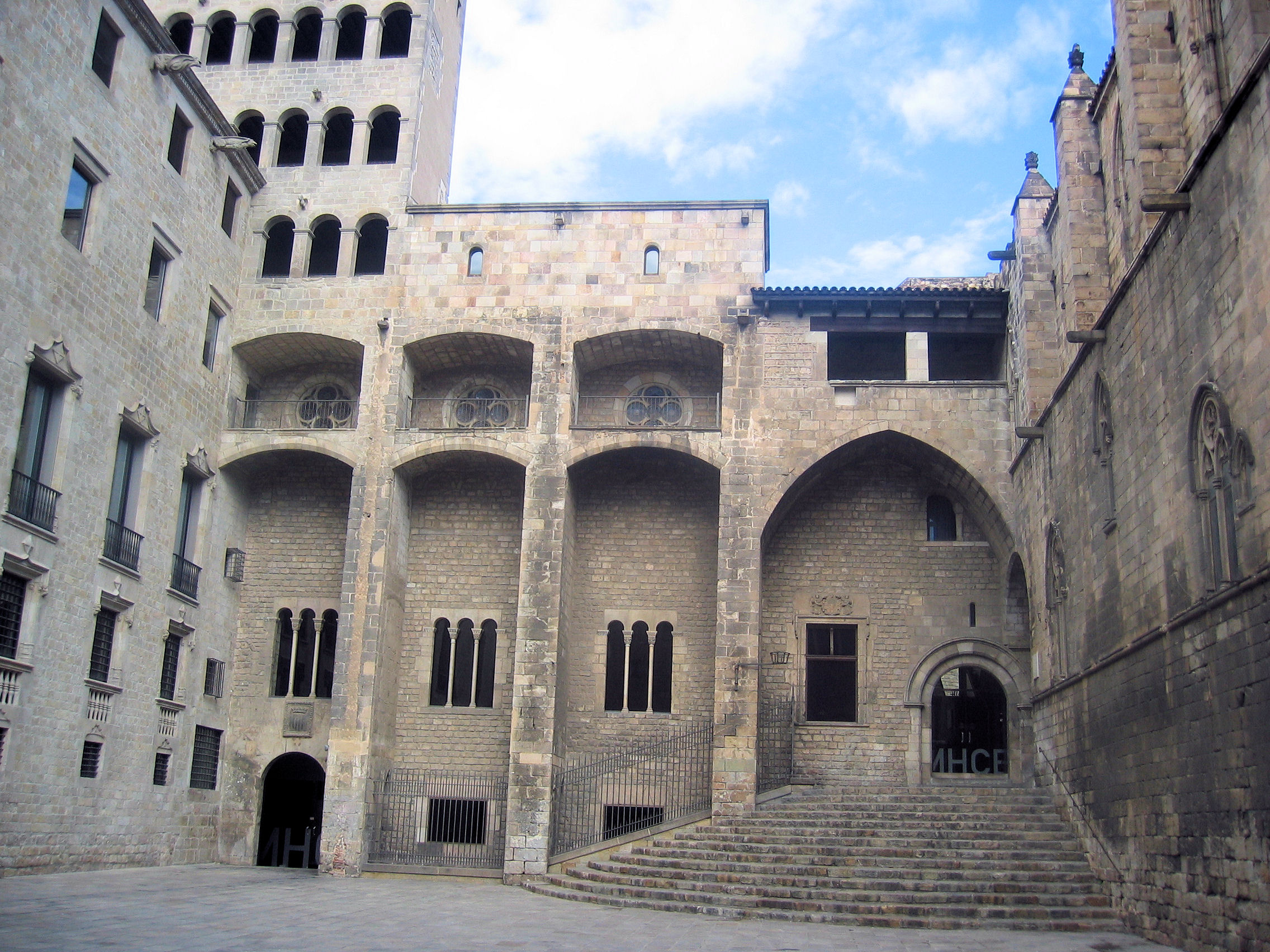
Palau Reial Major de Barcelona

El sobirà tenia a les diferents ciutats dels seus dominis residències més o menys estables i sumptuoses, per bé que les principals es trobaven a Barcelona i eren els anomenats Palau Reial Major i Palau Reial Menor, resultat de la transformació de construccions romàniques o molt més antigues. Ambdós van comptar amb importants aportacions d'arquitectura gòtica, com van ser les àmplies i solemnes cambres de parament, configurades amb arcs de diafragma de mig punt i de les quals resta avui dia l'anomenat Saló del Tinell, bastit amb Pere el Cerimoniós entre el 1350 i el 1370 pel mestre Guillem Carbonell.

### Els palaus
El palau, amb un mur de carrer més gran que altres habitatges, és típic dels espais burgesos del segle XV, els millors exemples dels quals es troben al carrer de Montcada del barri barceloní de la Ribera. S'accedeix a l'edifici per un portal i es caracteritza per un pati, que és el centre de l'edifici i que conté l'escala principal oberta o mig tancada. A la planta baixa hi ha les instal·lacions per fer negocis i pot haver-hi un despatx en un entresol. El primer pis està reservat a l'habitatge, amb el vestíbul principal, ricament decorat que s'estén al llarg de la façana, ocupant-lo de vegades íntegrament. La planta següent conté sales de servei i unitats secundàries. Alguns palaus tenen petites torres per vigilar els terrats de la ciutat.

### Seus dels governs

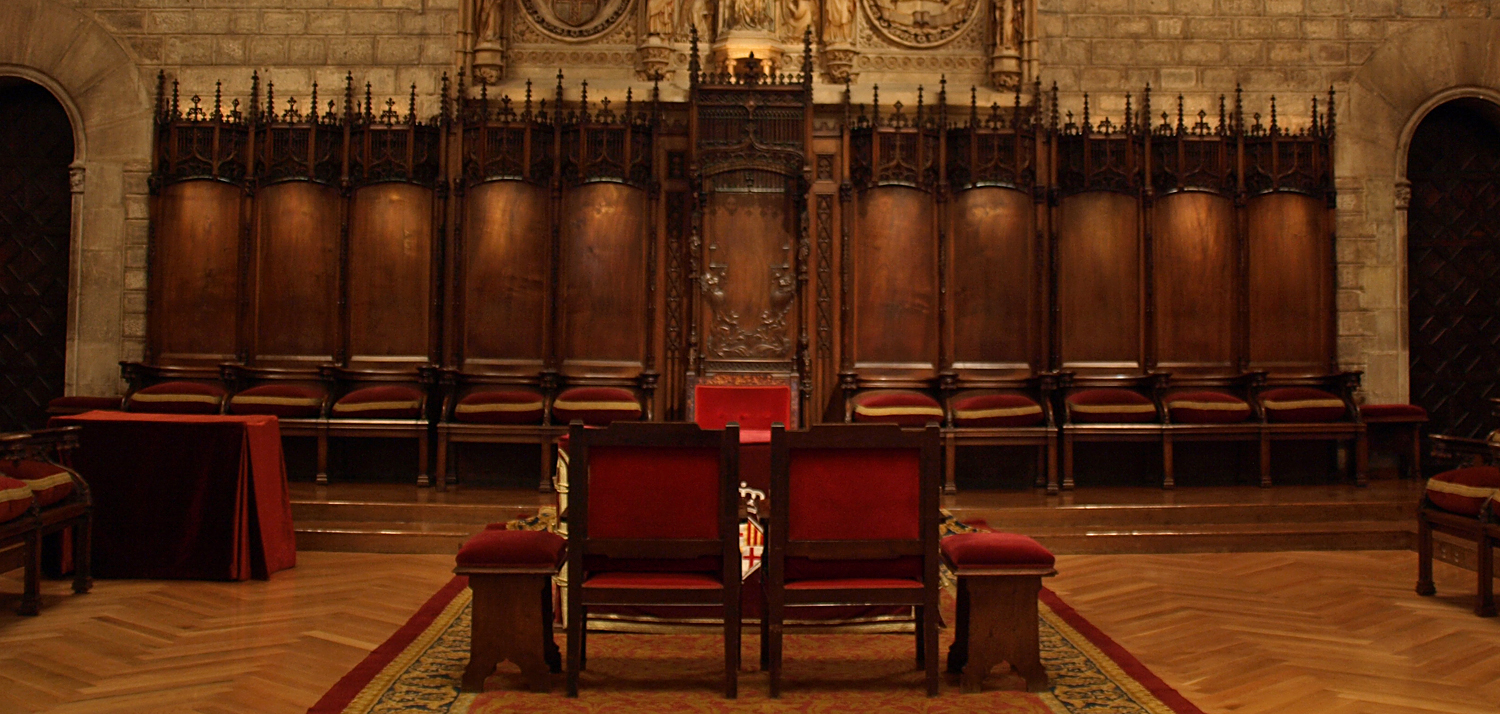
Saló de Cent de Barcelona

Destaquen les seus dels governs municipals, cases de la vila o de la ciutat, amb la màxima expressió a Barcelona, on al llarg del darrer terç del segle xiv va alçar-se un noble edifici, dominat per una gran sala rectangular coberta amb embigat pla i sostingut per arcs de diafragma de punt rodó, el Saló de Cent. La façana que dona al carrer de la Ciutat va magnificar-se amb elaborada ornamentació i acurats detalls escultòrics, en part obra del conegut mestre Arnau Bargués en el tombant dels segles xiv i xv. En el mateix vial, en el tram conegut per carrer del Bisbe, es va disposar el frontis principal de la Casa del General o Palau de la Generalitat. Aquí, un portal d'arc rebaixat va ser coronat per una barana amb un esplèndid medalló central que representa la llegenda de sant Jordi, esculpit per Pere Joan cap al 1416-1418. El palau estava constituït a la manera dels grans casals patricis, concretament per dos cossos paral·lels relacionats per una esvelta galeria d'arcades al pis principal, on s'arribava per una solemne escalinata. Comptava a més amb una petita capella carrada, d'ornamentació altament treballada en façana.

### Llotges

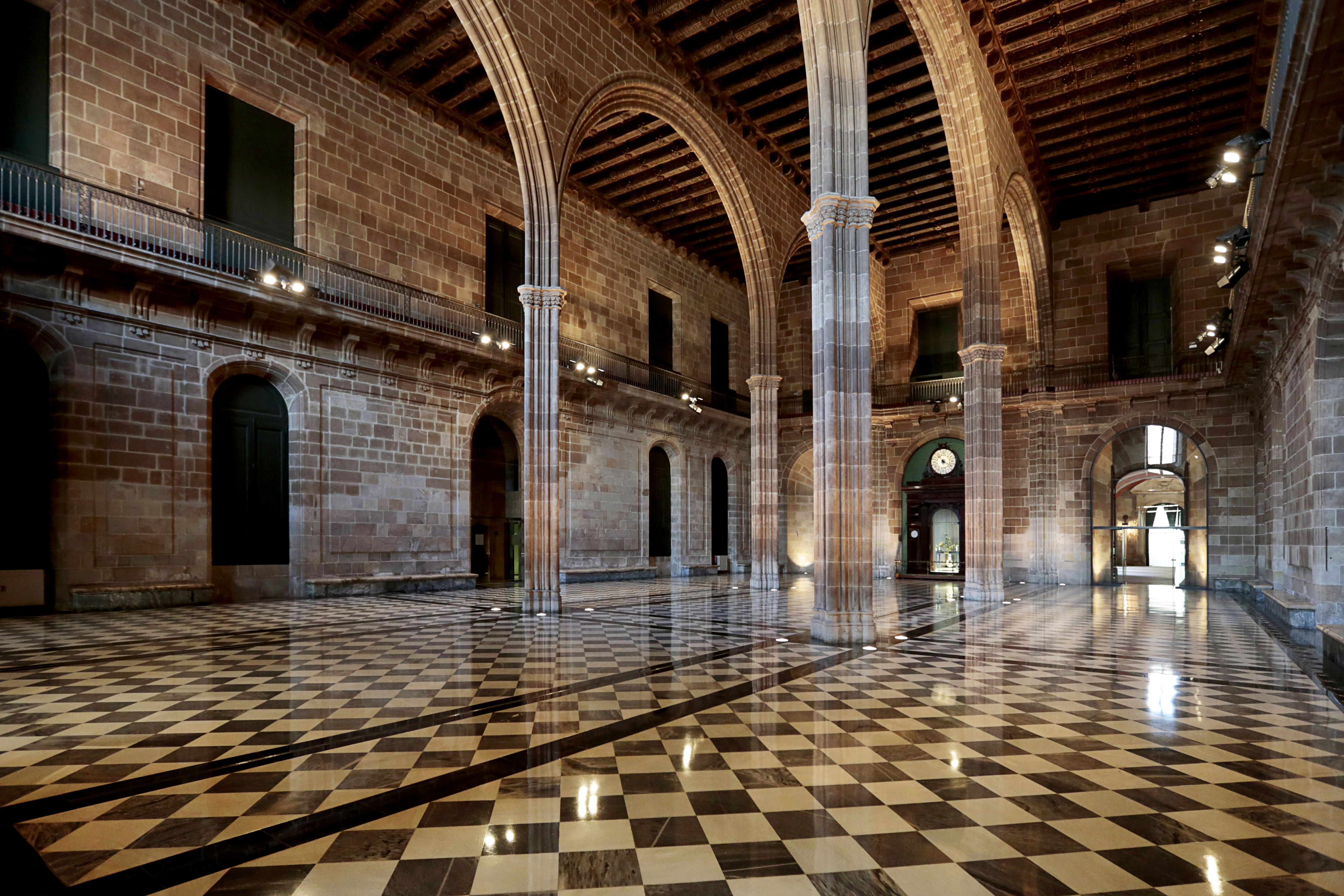
Saló de contractacions a la Llotja de Mar

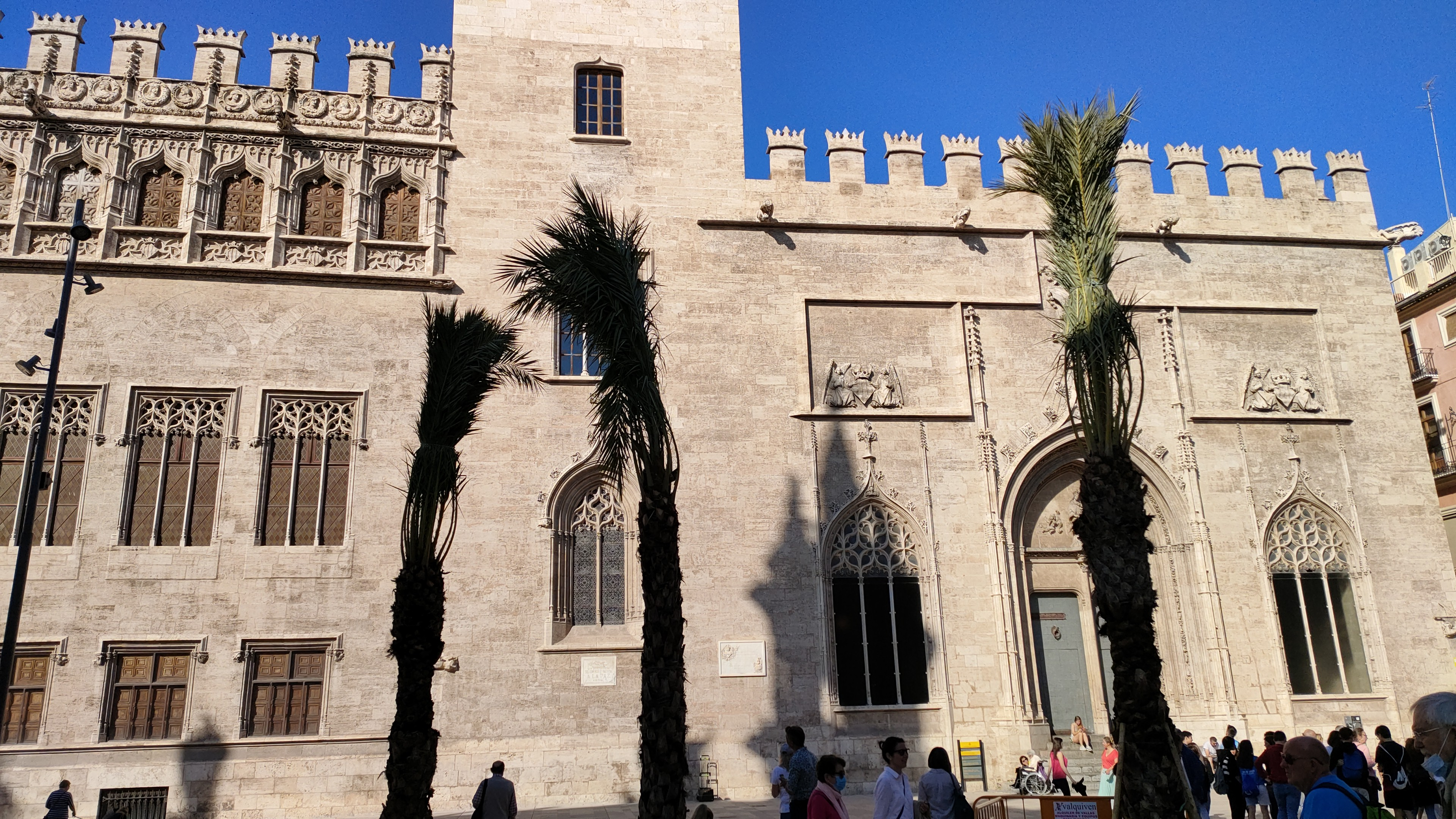
Llotja de la Seda de València

Les llotges son edifici municipals de caràcter monumental destinats a les reunions dels mercaders i als afers mercantils en sentit ampli, són els edificis profans on l'arquitectura gòtica va aconseguir les realitzacions més rotundes, del tot singulars en el panorama europeu. Pere el Cerimoniós va autoritzar la construcció d'una gran sala tancada que Pere Arvei va aixecar entre 1384 i 1397 en una porxada construïda al costat de la platja entre 1352 i 1357 per Pere Llobet, esdevenint el model per a les següents que s'aixecarien. Les més importants són les de Barcelona, Palma, Perpinyà i València. Les de Catalunya, bastides a la segona meitat del segle xiv, tenen a peu pla una àmplia sala sostrada amb embigat sostingut per esveltes arcades de molta alçada. Tant la balear com la valenciana són fàbriques del segle xv molt més elaborades arquitectònicament i escultòrica, constituïdes per un sol bloc, ocupat per una gran sala de voltes de creueria generades per columnes helicoïdals, i tancades per llenços amb grans finestrals d'elaborada traceria.

### Hospitals

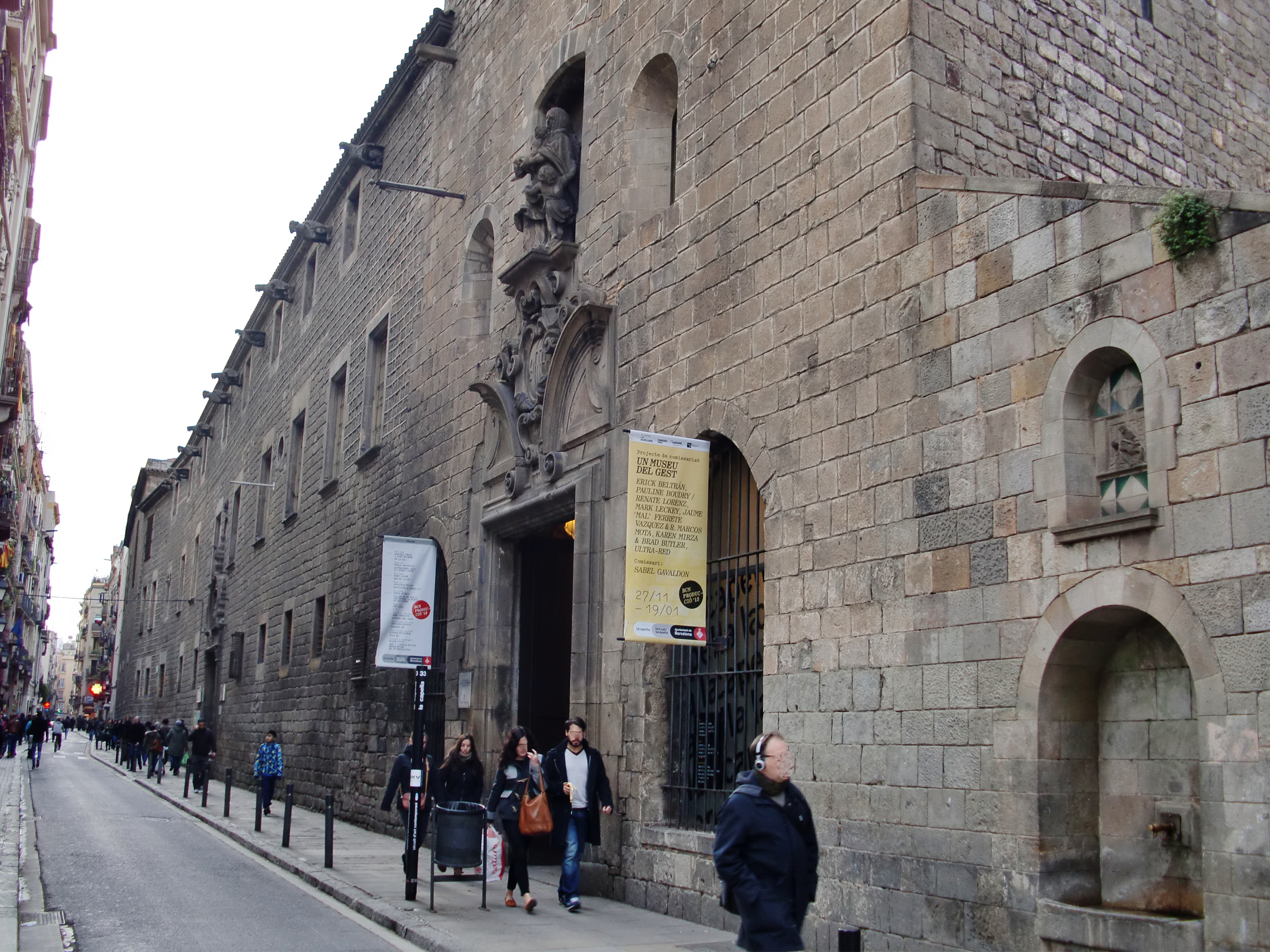
Hospital de la Santa Creu de Barcelona

Menys singulars arquitectònicament van ser els hospitals instituïts en nombroses poblacions, sovint amb un caràcter mixt civil i religiós, que segons la importància van desenvolupar programes constructius de més o menys ambició. Entre aquests equipaments hi ha els de Lleida, Montblanc o Solsona del segle xv i construïts a la manera dels casals patricis de quatre ales entorn d'un pati. Una altra tipologia s'havia desenvolupat des del segle xiv o abans, consistent en naus de gran alçada i arcs de diafragma, que podia ser senzillament de sala única o organitzada en ales al voltant d'un pati com en el gran complex barceloní de la Santa Creu, començat a obrar cap al 1400 i inacabat, on les grans sales es van alçar damunt d'una planta baixa coberta amb voltes de maó de pla i dotada d'un bell claustre al voltant.

### Drassanes

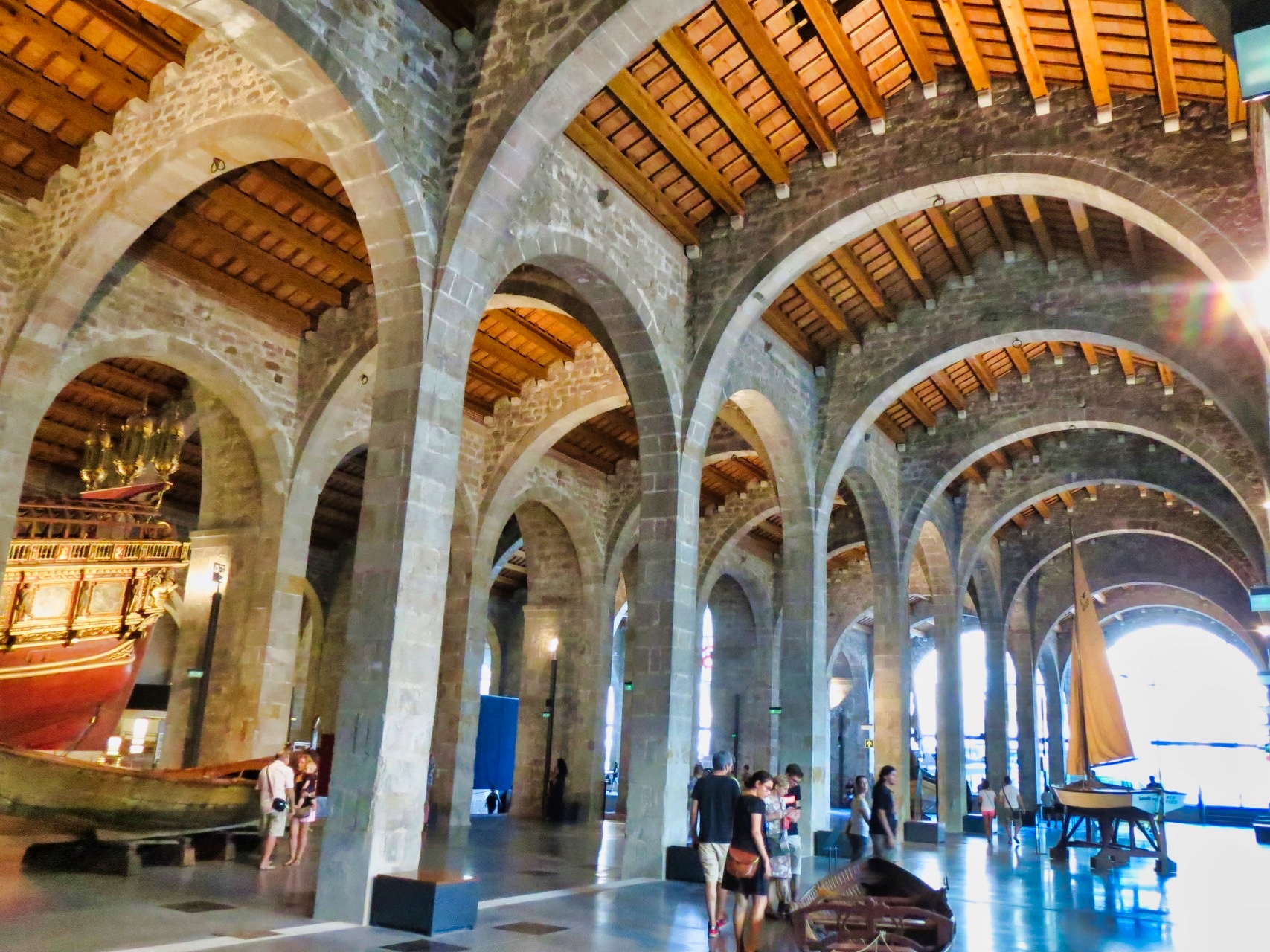
Drassanes Reials de Barcelona

Una altra de les creacions gòtiques majors, excepcional en el context mediterrani per bé que amb una instal·lació anàloga a les Drassanes del Grau de València, és l'arsenal o Drassanes Reials de Barcelona. D'inici estava constituïda per un vast pati obert que, encerclat per un mur amb torres als angles, era ocupat per instal·lacions efímeres a l'interior. En aquest espai van començar a bastir-se avançat el segle xiv, i fins a cobrir-lo tot, un seguit de naus paral·leles comunicades per grans arcades amb pilars que reben alhora els arcs de diafragma de sosteniment de les teulades a doble vessant que rítmicament clouen l'espai, amb un gran efecte plàstic. El primitiu recinte va ser objecte de successives ampliacions des del segle xv i fins als segles xvii i xviii, que van seguir sempre la formulació gòtica inicial.

### L'habitatge urbà

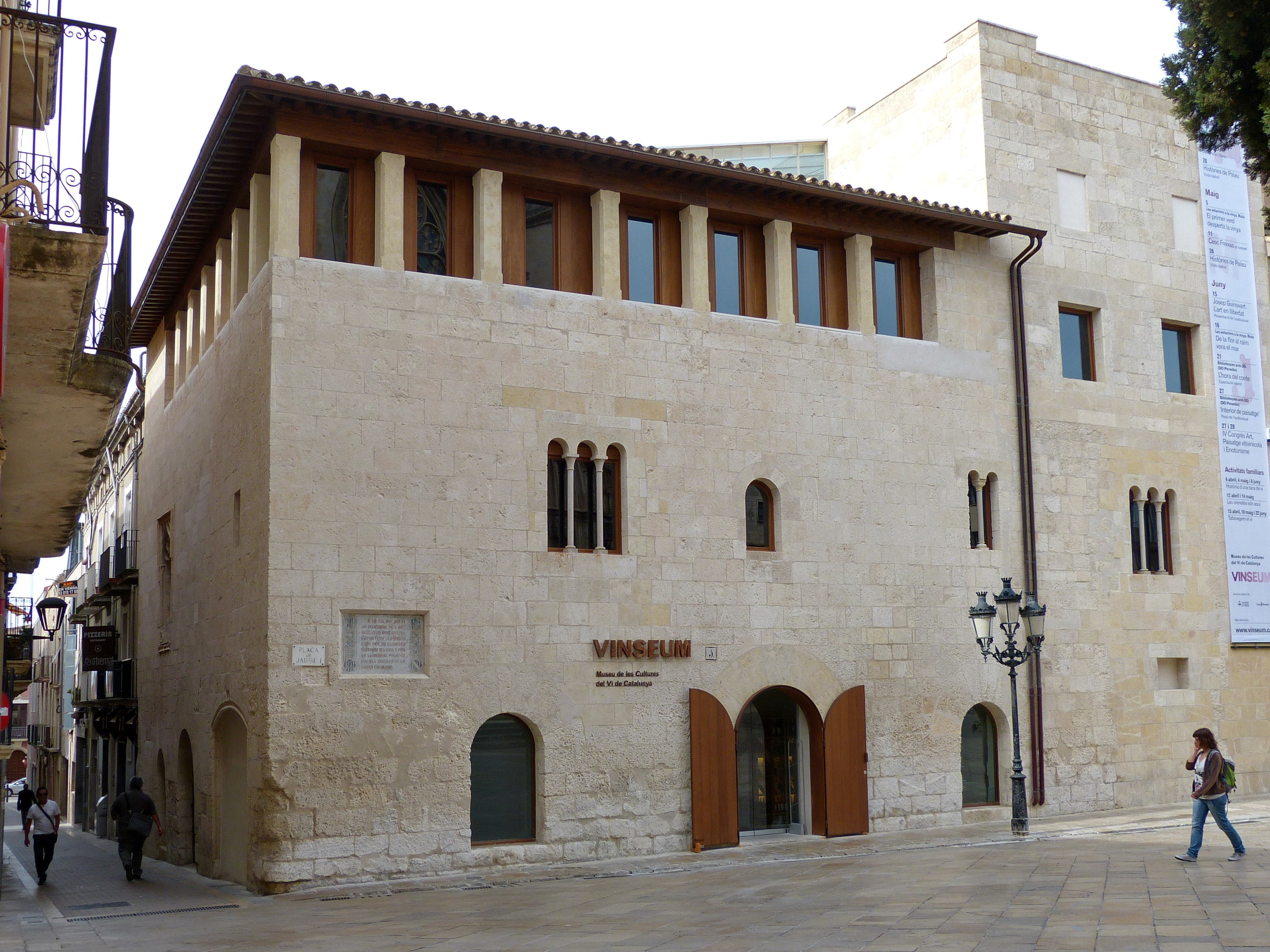
Palau Reial de Vilafranca del Penedès

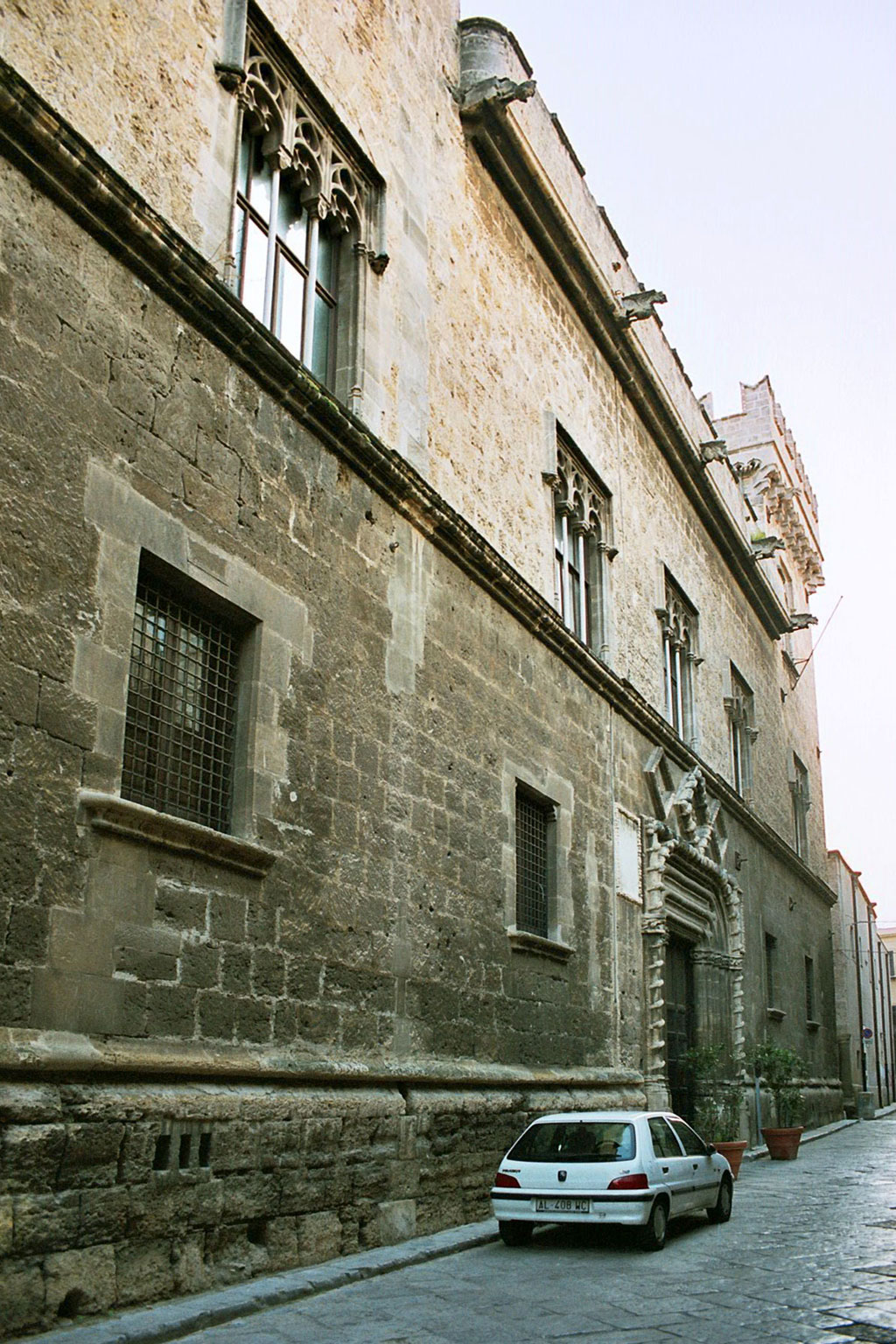
Palau Abatellis de Palerm

L'habitatge urbà es va desenvolupar en diferents tipologies residencials, des de les més simples fins als singulars i monumentals casals patricis, esdevinguts emblemàtics de l'obra civil gòtica. Aquestes cases diferien notablement de la resta de construcció urbana, formada per un aclaparador predomini, tant en els nuclis majors com a les petites viles, d'habitatges humils fets d'un sol bloc de planta rectangular i disposició paral·lela o perpendicular al carrer, amb dues o tres plantes d'elevació. Els més enriquits es van embellir amb els característics portals de punt rodó i alguna finestra ogival ornamentada. Ben diferents van ser les esmentades residències patrícies, excepcionalment constituïdes per diferents blocs d'edificació que fins a quatre s'articulaven entorn d'un pati central, dotat d'una escala monumental que portava a la planta primera o principal. En aquest nivell se situaven elegants galeries d'arcades, que relacionaven les diferents ales i donaven als patis una singular bellesa. Aquest tipus residencial es troba en formulacions d'un gòtic ple al barroc, a totes les grans ciutats catalanes i en les d'altres països mediterranis sotmesos a l'influx del casal de Barcelona. Entre els més destacats exponents hi ha els casals dels carrers barcelonins de Lledó i Montcada, la Casa Julià de Perpinyà, l'anomenat Palau Reial de Vilafranca del Penedès, els casals de l'Almirall i d'en Bou a València, el Palau Abatellis de Palerm o el Palau Bellomo de Siracusa.
Tots mostren una formalització comuna de la façana principal, emmarcada per un rectangle apaïsat, on els plens dominaven sobre els buits i la tendència a la simetria no arribava mai a imposar-se. La pedra picada donava noblesa al mur, sense gairebé més decoració que alguns elements esculturals a les obertures. La planta baixa era solemnitzada pel portal rodó adovellat, acompanyat de poques i menudes obertures. La planta noble presentava sempre un seguit de finestres coronelles de dos, tres i, excepcionalment, quatre falsos arquets tallats en una llinda sostinguda per columnetes. Per damunt i sota l'extens vessant del teulat hi havia la golfa o porxada amb pilars o arquets. Molt sovint en un extrem sorgia el cos d'una torre poc elevada per damunt del carener. La coberta de teula àrab trencava, amb cromatisme torrat, la dominància dels grisos o daurats tons petris de la façana.